# Alexander von Szpinger
Alexander von Szpinger (* 21. Dezember 1889 in Weimar; † 3. Februar 1969 ebenda) war ein deutscher Maler.

## Leben und Werk
Die Eltern Szpingers gehörten als Mimen und Sänger zu den prominentesten Mitgliedern des Weimarer Hoftheaters. Sein Vater dilettierte auch als Maler. Er war mit Christian Rohlfs befreundet. Szpinger besuchte als Kind und Aufwachsender häufig dessen Atelier in Weimar bzw. Hetschburg. Szpinger studierte 1906 kurzzeitig an der Großherzoglich-Sächsischen Kunstschule Weimar und von 1906 bis 1910 an der Kunstgewerbeschule Weimar. Er war dort Meisterschüler bei Henry van de Velde. Ab 1918 war Szpinger freischaffender Maler in Weimar. 1919 bis 1920 studierte er am Bauhaus Weimar. Mit seinen Arbeiten knüpfte Szpinger an den Stil des frühen Christian Rohlfs an. Er war auf Ausstellungen u. a. in Kassel, München und Mannheim vertreten. „Kenner und Freunde halten die bis in die frühen dreißiger Jahre hineinreichende Phase für seine stärkste“.
1929 gehörte er einer „Thüringer Gruppe“, u. a. mit Alfred Ahner und Walter Determann an. Mit Walther Klemm, Oswald Baer, Otto Herbig und Karl Pietschmann war er 1932 Mitbegründer der Ausstellungsgemeinschaft „Weimarer Secession“. Ab 1948 war Szpinger Professor in Weimar. Er war Mitglied des Verbands Bildender Künstler der DDR.
Szpinger setzte seinem Leben ein Ende, als ihm die Behörden der DDR für seine Ausreise in die Bundesrepublik verweigerten, seine Bilder mitzunehmen.
Werke Szpingers befinden sich u. a. im Lindenau-Museum Altenburg (Thüringen) (u. a.: Mensch und Tier; Öl; 1930), im Angermuseum Erfurt, (u. a.: Wintermittag; Öl; 1929) und im Stadtmuseum Weimar, (u. a.: Auf Sardinien; Pastell, 1939). 
Briefe befinden sich im Sächsischen Staatsarchiv Leipzig.

## Ehrungen
- An dem Wohnhaus Brahmsstraße 12 in Weimar befindet sich seit 1997 für Szpinger eine Gedenktafel.[3]
- Seit 2014 ist in Weimar eine Straße nach Szpinger benannt.[4]

## Rezeption
„Offenbar war Szpinger die zu Abstraktionen treibende Konsequenz der Bauhäusler unheimlich–zu stark die innere Bindung, Treue zu Traditionen der Weimarer Malerschule … , Treue zu Landschaften, die keiner spektakulären Gegenstände bedürfen. … Klare Farben und strahlenden Sommer mochte er nicht, seine Jahreszeiten waren der späte Herbst, dessen fahle Zwischentöne und der Vorfrühling. Alfred Ahner, ein stiller insgeheim neidischer Kollege, meinte einmal: „In Gestrüpp ist er prima.““

## Beispiele für weitere Werke

### Tafelbilder
- Der Kunsthistoriker (Öl, 1948)[5][6]
- Spätsommer in Berka bei Weimar (Öl, um 1952)[7][6]
- Landschaft bei Weimar (Öl, 1952)[8][6]

### Illustrationen
- Thüringer Volkskalender 1948 (mit farbigen Reproduktionen von Gemälden Szpingers). Thüringer Volksverlag, Erfurt, 1948

## Weitere Ausstellungen

### Einzelausstellungen
- 1949 Weimar, Schlossmuseum
- 1955: Weimar (mit Otto Dorfner und Walther Klemm)
- 1964 Weimar, Kunsthalle am Theaterplatz (Ehrenausstellung zum 75. Geburtstag)
- 1996/1997 Weimar, Kunstkabinett am Goetheplatz („Verzauberung durch Farbe“)

### Ausstellungsbeteiligungen in der Ostzone und in der DDR
- 1947: Erfurt, Thüringenhalle (1. Landesausstellung Bildender Künstler Thüringens)[9]
- 1948: Weimar, Schloss („Künstler schaffen. 1945–1948“)
- 1951/1952: Berlin, Museumsbau am Kupfergraben („Künstler schaffen für den Frieden“)